# Hohenbergia antillana
Hohenbergia antillana är en gräsväxtart som beskrevs av Carl Christian Mez. Hohenbergia antillana ingår i släktet Hohenbergia och familjen Bromeliaceae. Inga underarter finns listade i Catalogue of Life.